# سیدی علال البحراوی
سیدی علال البحراوی (به فرانسوی: Sidi Allal El Bahraoui) یک منطقهٔ مسکونی در مراکش است که در Khémisset Province واقع شده‌است.
 سیدی علال البحراوی  ۹٬۸۸۴ نفر جمعیت دارد.